# Џордан Крокс
Џордан Крокс (енгл. Jordan Crooks; Џорџтаун, 2. мај 2002) кајмански је пливач чија ужа специјалност су трке слободним стилом. Вишеструки је национални првак и рекордер. Први је, и једини човек који је 50 метара слободно испливао за брже од 20 секунде (пливао је 19.90).

## Спортска каријера
Крокс је своју међународну пливачку каријеру започео наступима на такмичењима у оквиру Карипског региона, где је остварио неколико запаженијих резултата.
На светским првенствима је дебитовао у корејском Квангџуу 2019, где је наступио у две појединачне и једној штафетној трци. Најбољи појединачни резултат му је било 59. мести у квалификацијама трке на 200 слободно, док је на двоструко краћој деоници на 100 слободно испливцао укупно 78. време. У трци микс штафета на 4×100 слободно заузео је 24. место у конкуренцији 35 екипа.